# Castillo de Mazuelo de Muñó
El castillo de Mazuelo de Muñó es una fortificación de la localidad española de Mazuelo de Muñó, en la provincia de Burgos.

## Descripción

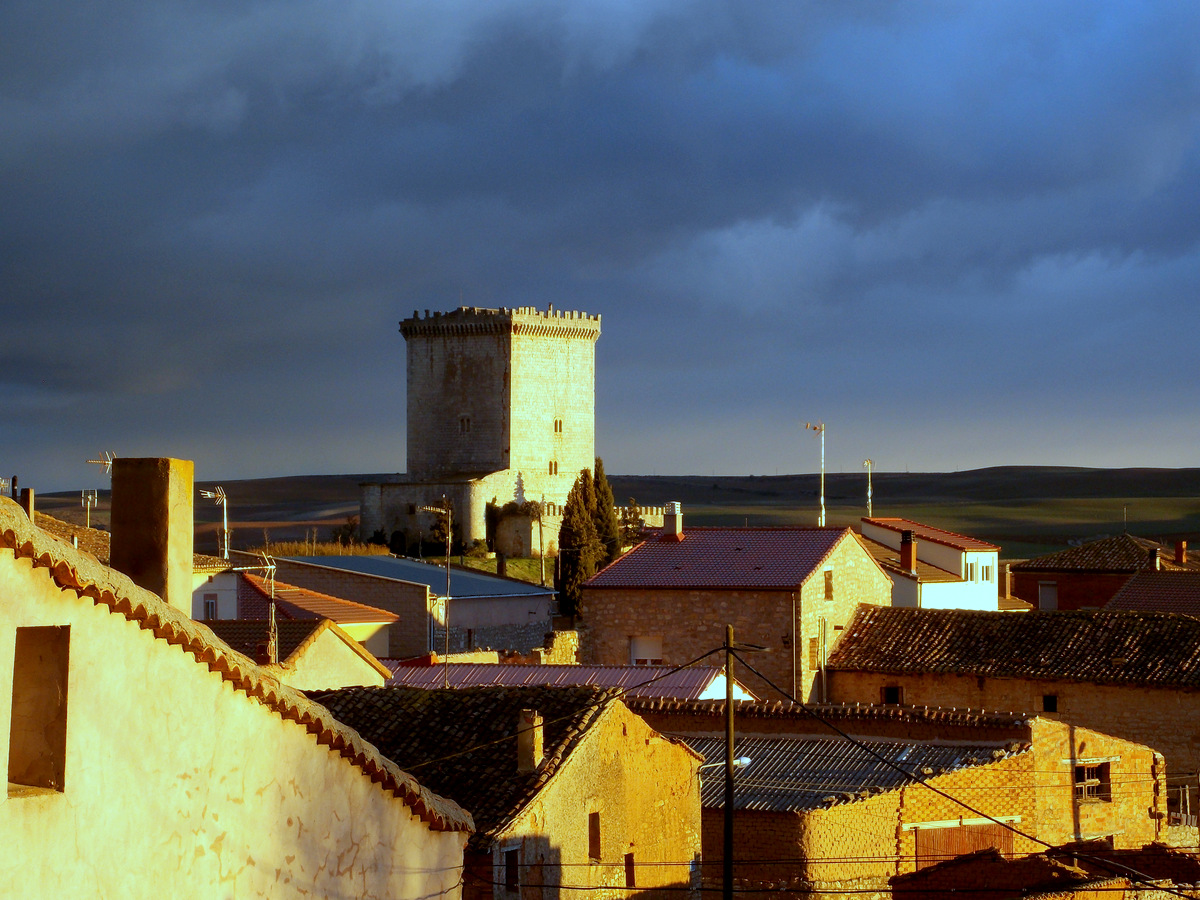
Mazuelo de Muñó y el castillo en segundo plano

Se ubica en la localidad burgalesa de Mazuelo de Muñó, perteneciente al municipio de Estépar, en Castilla y León. Consta de una torre y de una barbacana en torno de esta. El 13 de junio de 1991 fue declarado Bien de Interés Cultural con la categoría de monumento, mediante un decreto publicado en el Boletín Oficial del Estado el 21 de agosto de ese mismo año.

## Historia

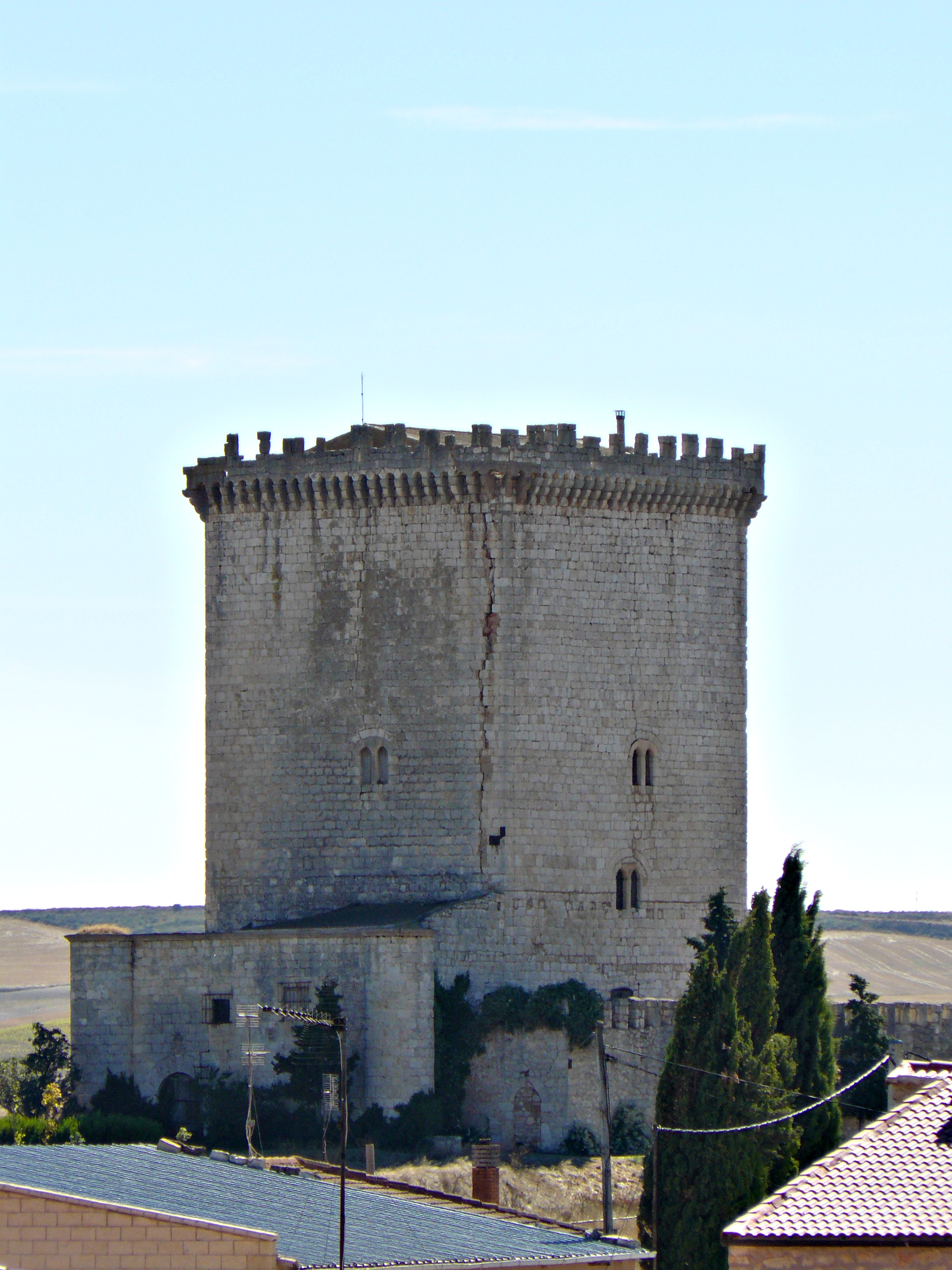
Vista de la torre

El castillo fue construido a mediados del siglo XIV, por Juan Alfonso Carrillo,  dueño de la behetría de Mazuelo de Muñó en tiempos del rey Pedro I de Castilla, o en el primer tercio del XV por su hijo Pedro Carrillo, señor de la villa y merino mayor de la ciudad de Burgos. El señorío lo poseyó después Leonor Carrillo y posteriormente pasó a su nieto Pedro Carrillo de Toledo, casado con Elvira Palomeque, y después a la hija de ambos, Mencía Carrillo Palomeque, la esposa del Fernando Álvarez de Toledo y Sarmiento, el primer conde de Alba de Tormes. En agosto de 1466, ya viuda, Mencía vendió el castillo y todas sus propiedades en Mazuelo a Sancho de Rojas Manrique, VI señor de Monzón y Cabia. Su hijo segundo de su primer matrimonio, Martín de Rojas Pereira, heredó el castillo y otros bienes en Mazuelo de Muñó, pero al no tener hijos varones, solamente hijas que fueron monjas, todas sus heredades revirtieron al mayorazgo del primogénito, Diego de Rojas Pereira. La familia Rojas fue propietaria del castillo durante unos ochenta años hasta que entre 1541 y 1546, Juan de Rojas y Rojas, el primer marqués de Poza, hijo de Diego de Rojas Pereira y de María de Rojas y Castilla, y nieto de Sancho de Rojas Manrique, vendió todo lo que poseía en Mazuelos a Andrés Ortega de Cerezo, chantre de la catedral de Burgos.
Andrés de Ortega de Cerezo instituyó un mayorazgo que incluía el castillo y contrató a Juan de Vallejo, maestro cantero, para la reparación del castillo pero falleció antes de ver la obra terminada. En su testamento otorgado en 1546, nombró heredero del mayorazgo a su sobrino Pedro Ortega Cerezo de Torquemada. En dicho testamento menciona «la casa fuerte y torre de Mazuelo que compré al marqués de Poza (...) y mando se acabe la labor que está comenzada en la dicha torre, según está platicado con ballejo cantero.»
En 1753 el castillo era propiedad de Joaquín de la Cerda y Torquemada, marqués de la Rosa y en 1923 su dueño era José de Saavedra y Salamanca, marqués de Viana. La torre fue habitada hasta la primavera de 1923 cuando un incendio destruyó su interior.